# مارتن فيليت
مارتن فيليت (بالفرنسية: Martin Veillette)‏ (و. 1936  م) هو كاهن كاثوليكي كندي، ولد في لاتاك، كيبك.

## مناصب
تولى منصب أسقف.